# Cleomaceae
Classification APG II (2003)
Classification APG III (2009)
Famille

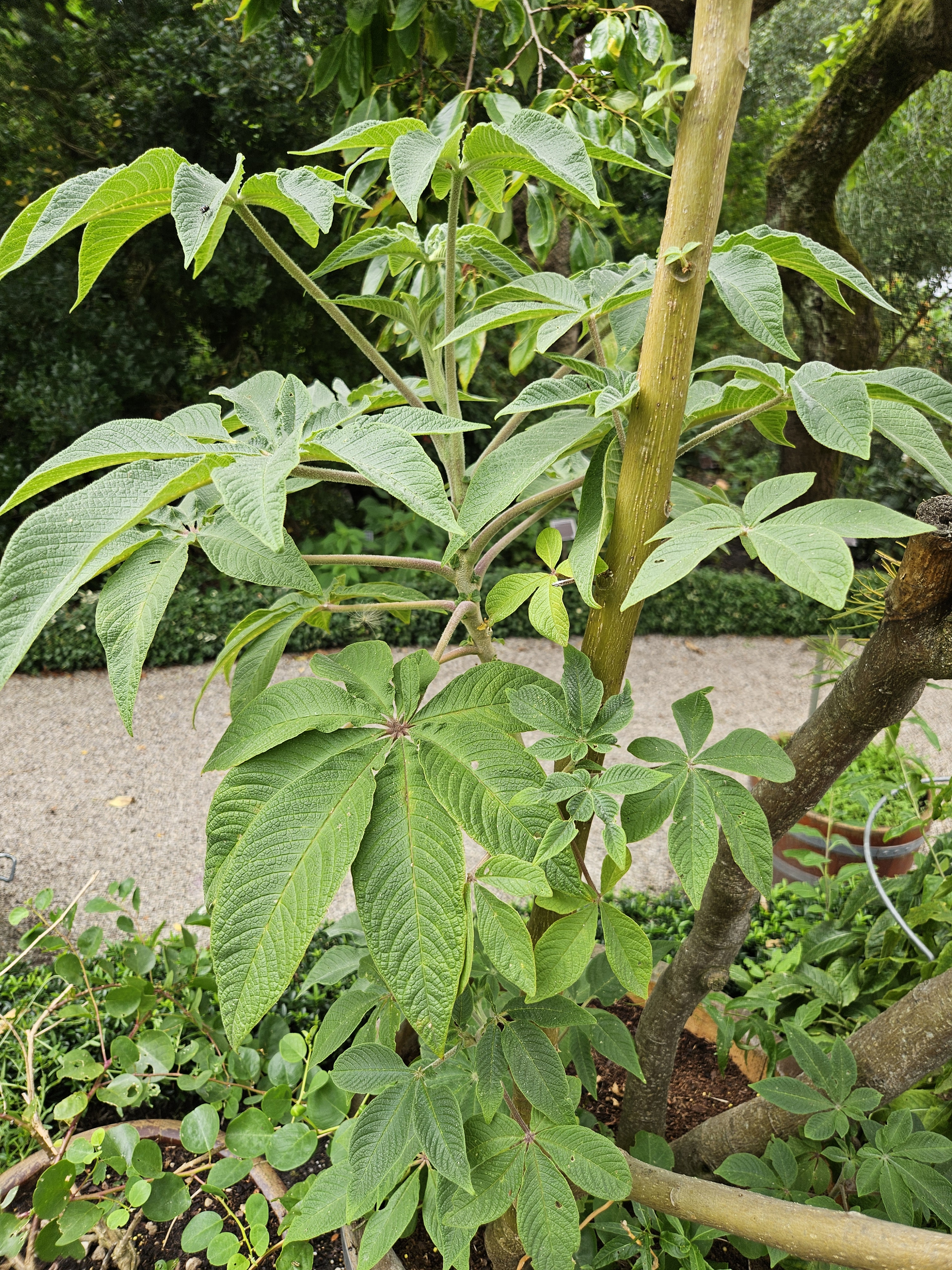
Feuillage de Cleome viriciflora au jardin botanique Hortus botanicus d'Amsterdam

Cleomaceae est une famille végétale introduite par le Angiosperm Phylogeny Website.
La famille des Cléomacées est une famille de plantes dicotylédones qui comporte environ 300 espèces réparties en 6 à 20 genres.
Ce sont essentiellement des plantes herbacées, même s'il peut exister des arbustes, des arbres ou des lianes, largement répandues dans les régions subtropicales à tropicales.

## Étymologie
Le nom vient du genre type Cleome, peut-être dérivé du grec κλέος / kleos, « renommée, gloire ». Ce nom fut « employé par Octave Horace, médecin latin du quatrième siècle, pour désigner une plante analogue au Sinapis » (Brassicaceae), sans qu'il précise  l’origine du choix de ce nom générique.

## Classification
La famille n'existe pas en classification classique de Cronquist (1981), qui assigne ces plantes à la famille des Capparacées.
En classification phylogénétique APG II (2003), ces plantes sont incluses dans les Brassicacées (avec les Capparacées).
Le Angiosperm Phylogeny Website [25 août 2006] accepte trois familles séparées (Brassicaceae, Capparaceae, Cleomaceae).

## Liste des genres et espèces
Selon GBIF (19 janvier 2022) :
- genre Andinocleome Iltis & Cochrane
- genre Areocleome R.L.Barrett & Roalson
- genre Arivela Raf.
- genre Cleome L.
- genre Cleomella DC.
- genre Cleoserrata Iltis
- genre Coalisina Raf.
- genre Cochranella E.M.McGinty & Roalson
- genre Corynandra Schrad. ex Spreng.
- genre Dactylaena Schrad. ex Schult. & Schult.fil.
- genre Dipterygium Decne.
- genre Gilgella Roalson & J.C.Hall
- genre Gynandropsis (L.) Briq.
- genre Gynandropsis DC.
- genre Haptocarpum Ule
- genre Iltisiella Soares Neto & Roalson
- genre Kersia Roalson & J.C.Hall
- genre Melidiscus Raf.
- genre Physostemon Mart.
- genre Podandrogyne Ducke
- genre Polanisia Raf.
- genre Pterocleome Iltis ex E.M.McGinty & Roalson
- genre Puccionia Chiov.
- genre Rorida J.F.Gmel.
- genre Sieruela Raf.
- genre Stylidocleome Roalson & J.C.Hall
- genre Tarenaya Raf.
- genre Thulinella Roalson & J.C.Hall

Selon classification phylogénétique APG IV (2016) :
- genre Andinocleome H. Iltis & Cochrane
- genre Areocleome R. L. Barrett & Roalson
- genre Arivela Rafinesque
- genre Cleome L.
- genre Cleomella de Candolle
- genre Cleoserrata H. Iltis
- genre Coalisina Rafinesque
- genre Cochranella McGinty & Roalson
- genre Corynandra Sprengel
- genre Dactylaena Schrader & Schultes f.
- genre Dipterygium Decaisne
- genre Gilgella Roalson & J. C. Hall
- genre Gynandropsis de Candolle
- genre Haptocarpum Ule
- genre Iltisiella Soares Neto & Roalson
- genre Kersia Roalson & J. C. Hall
- genre Melidiscus Rafinesque
- genre Mitostylis H. Iltis & Cochrane
- genre Physostemon Martius & Zuccarini
- genre Podandrogyne Ducke
- genre Polanisia Rafinesque
- genre Pterocleome McGinty & Roalson
- genre Rorida J. F. Gmelin
- genre Sierulea Rafinesque
- genre Stylidocleome Roalson & J. C. Hall
- genre Tarenaya Rafinesque
- genre Thulinella Roalson & J. C. Hall

Selon NCBI (16 juin 2010) :
- Cleome
- Cleomella (en)
- Oxystylis (en)
- Podandrogyne (en)
- Polanisia
- Wislizenia

Selon Angiosperm Phylogeny Website (16 juin 2010) :
- Beautempsia Gaudich.
- Belencita (en) H.Karst.
- Borthwickia (en) W.W.Sm.
- Buhsia (pt) Bunge
- Cleome L.
- Cleomella DC.
- Cristatella Nutt.
- Dactylaena (es) Schult.f.
- Dipterygium Decaisne
- Haptocarpum (es) Ule
- Isomeris Nutt.
- Neothorelia (es) Gagnep.
- Niebuhria DC.
- Oxystylis Torr. & Frem.
- Podandrogyne Ducke
- Poilanedora Gagnep.
- Polanisia Rafinesque
- Puccionia Chiov.
- Steriphoma (en) Spreng.
- Wislizenia Engelm.

Selon DELTA Angio (16 juin 2010) :
- Buhsia
- Cleome
- Cleomella
- Gynandropsis
- Haptocarpum (es)
- Physostemon
- Polanisia
- Wislizenia

## Liste des espèces
Selon NCBI (16 juin 2010) :
- genre Cleome
  - Cleome aculeata
  - Cleome anomala
  - Cleome arabica
  - Cleome arborea
  - Cleome boliviensis
  - Cleome brasiliensis
  - Cleome briquetii
  - Cleome chapalaensis
  - Cleome chilensis
  - Cleome crenopetala
  - Cleome diffusa
  - Cleome domingensis
  - Cleome droserifolia
  - Cleome foliosa
  - Cleome gynandra
  - Cleome hassleriana
  - Cleome houtteana
  - Cleome lechleri
  - Cleome lutea
  - Cleome microcarpa
  - Cleome monophylla
  - Cleome moritziana
  - Cleome multicaulis
  - Cleome ornithopodioides
  - Cleome oxyphylla
  - Cleome paludosa
  - Cleome parviflora
  - Cleome pernambucensis
  - Cleome pilosa
  - Cleome psoraleifolia
  - Cleome rosea
  - Cleome rutidosperma
  - Cleome serrulata
  - Cleome sparsifolia
  - Cleome speciosa
  - Cleome spinosa
  - Cleome stenophylla
  - Cleome stylosa
  - Cleome titubans
  - Cleome torticarpa
  - Cleome tucumanensis
  - Cleome violacea
  - Cleome viridiflora
  - Cleome viscosa
  - Cleome werdermannii
- genre Cleomella
  - Cleomella longipes
  - Cleomella obtusifolia
- genre Oxystylis
  - Oxystylis lutea
- genre Podandrogyne
  - Podandrogyne brachycarpa
  - Podandrogyne chiriquensis
  - Podandrogyne decipiens
  - Podandrogyne macrophylla
  - Podandrogyne mathewsii
- genre Polanisia
  - Polanisia dodecandra
- genre Wislizenia
  - Wislizenia refracta